# دوغان
دوغان یکی از روستاهای استان آذربایجان شرقی است که در دهستان قشلاق بخش فندوقلو شهرستان اهر واقع شده‌است.